# Восточно-Африканская рифтовая долина
Восто́чно-Африка́нская ри́фтовая доли́на, также Великая рифтовая долина или Восточно-Африканский разлом — крупное рифтовое образование рельефа, простирающееся от северной Эфиопии до центрального Мозамбика в Восточной Африке. Название придумал в конце XIX века британский исследователь Джон Уолтер Грегори. 
Предполагается, что через несколько миллионов лет Восточная Африка отделится по Восточно-Африканскому разлому от остальной части континента. 

## География
Ширина долины составляет от тридцати до ста километров, глубина — от нескольких сотен до тысяч метров.
Здесь расположены тектонические озёра Танганьика и Ньяса, занимающие второе и третье места по глубине на планете.

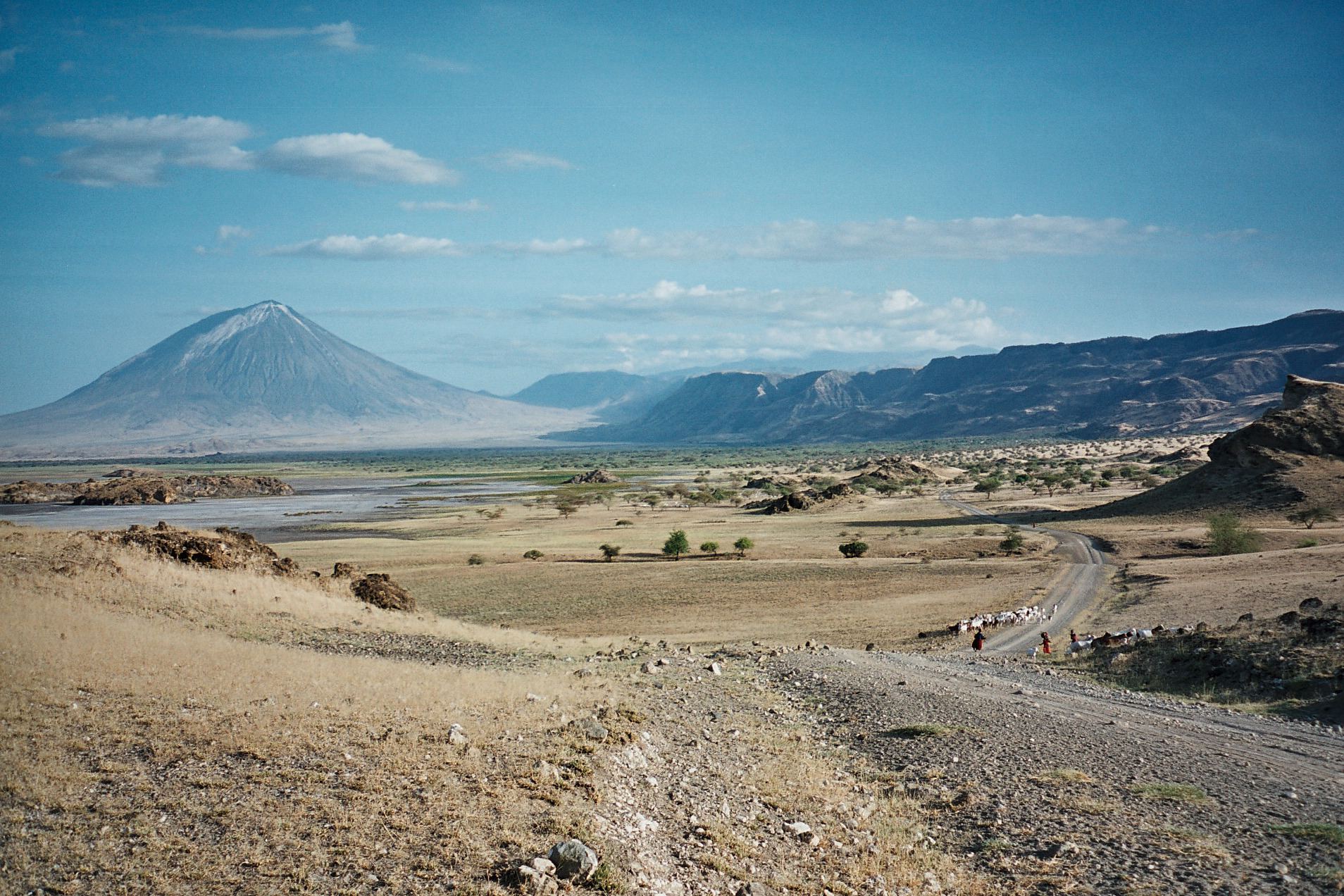
Пейзаж внутри Восточно-Африканской рифтовой долины (Северная Танзания). Слева — южная часть озера Натрон, далее — вулкан Ол-Доиньо-Ленгаи, справа — внутренний край рифта, на заднем плане нагорье Нгоронгоро

## Геология

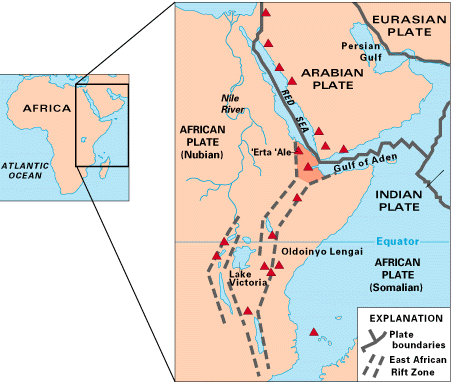
Схематичное изображение, показывающее исторически активные вулканы (красные треугольники) и Афарский треугольник (затенённый участок в центре) — тройной переход, где три плато отрываются друг от друга: Аравийское плато и две части Африканского плато (нубийская и сомалийская), разделяющая Восточно-Африканскую рифтовую зону

Сформировалась в результате геологических сдвигов на границе Африканской и Аравийской тектонических плит. 
Через 3—4 миллиона лет по всему разлому восточная Африка отделится от основной части континента, образуя остров, который двинется к Аравийскому полуострову. При столкновении Аравийского полуострова с островом Восточная Африка образуются горы, а Красное море удлинится в 3 раза. Восточно-Африканский рифт является составной частью Европейско-Африканского сквозного тектонического пояса — тектонической структуры планетарного масштаба, протягивающейся по направлению рек Камы, Волги, через складчатые области Кавказа и Анатолии в рифтовую долину реки Иордан, далее в область Красного моря и рифтовых озёр восточной Африки.